# Zameczek-Kolonia
Zameczek-Kolonia  – kolonia w Polsce położona w województwie mazowieckim, w powiecie radomskim, w gminie Przytyk. 
Kolonia wchodzi a skład sołectwa Podgajek.
W latach 1975–1998 miejscowość administracyjnie należała do województwa radomskiego.
Przez miejscowość przebiega droga wojewódzka nr 732.